# Chrome Dreams II
Chrome Dreams II — тридцатый студийный альбом канадского автора-исполнителя Нила Янга, изданный в 2007 году. Продолжение неизданного альбома 1977 года Chrome Dreams.

## Об альбоме
В своё время Янг отказался от Chrome Dreams в пользу American Stars 'n Bars. Часть песен с оригинального альбома впоследствии перекочевала в Chrome Dreams II, ещё часть была записана в 1980-х годах. «Ordinary People» должна была войти в альбом 1989 года Freedom, но этого не произошло, музыкант только несколько раз исполнил её во время тура в поддержку Freedom. «Beautiful Bluebird» планировалась для альбома Old Ways, но не попала в него из-за разногласий Нила и Geffen Records. «Boxcar» — песня с ещё одного неизданного альбома — Times Square, которому исполнитель предпочёл всё тот же Freedom.
Сам Янг описал Chrome Dreams II так: «Это альбом, основанный на некоторых моих оригинальных записях, с большим разнообразием песен, а не одного конкретного типа песни. Где Living with War и Everybody’s Rockin’ были сосредоточены на одной теме и стиле, Chrome Dreams II больше похож на After the Gold Rush или Freedom, с различными типами песен, собранными вместе, чтобы сформировать определённое чувство.» Альбом занял 11 место в чарте Billboard 200 и 8 место в канадском альбомном чарте.

## Список композиций
| №   | Название             | Длительность |
| --- | -------------------- | ------------ |
| 1.  | «Beautiful Bluebird» | 4:27         |
| 2.  | «Boxcar»             | 2:44         |
| 3.  | «Ordinary People»    | 18:13        |
| 4.  | «Shining Light»      | 4:44         |
| 5.  | «The Believer»       | 2:39         |
| 6.  | «Spirit Road»        | 6:32         |
| 7.  | «Dirty Old Man»      | 3:17         |
| 8.  | «Ever After»         | 3:32         |
| 9.  | «No Hidden Path»     | 14:31        |
| 10. | «The Way»            | 5:15         |